# Jocko Sims
Pour les articles homonymes, voir Sims.
Jocko Sims, né le 20 février 1981 à San Antonio au Texas, est un acteur et producteur américain.
Il est principalement connu pour son rôle d'Anthony Adam dans Crash et pour avoir interprété Carlton Burk dans la série The Last Ship puis le Dr Floyd Reynolds dans la série New Amsterdam.

## Biographie

### Carrière
En 2004, il apparaît en tant qu'invité dans un épisode de Cold Case dans le rôle de Lionel Royce, le leader de la section de Philadelphie du Black Liberation Front en 1969.
En 2008, il rejoint la distribution principal de la série de Starz Crash, dans laquelle il interprète Anthony Adams jusqu'à la fin de la série en 2009. 
Dans le rôle d'Anthony Adams, chauffeur et futur artiste de hip-hop, il interprète dans le troisième épisode de la série la chanson Head Up qu'il sera amené à sortir sur iTunes,.
En 2010, il apparaît dans Esprits criminels, où il joue le rôle de Tony Torrell, victime du tueur en série Kaman Scott (Leonard Roberts).
En 2012, il interprète Michael Thomas, le beau-frère du directeur du NCIS Leon Vance dans la série NCIS : Enquêtes spéciales.
En 2014, il rejoint la distribution récurrente de la seconde saison de Masters of Sex où il joue le rôle de Robert Franklin, frère de (Keke Palmer) et activiste pour les droits de l'homme,.
On peut le voir aussi dans le film La Planète des singes : L'Affrontement en 2014. Il y joue Werner, l'opérateur radio de la colonie.
La même année il rejoint la série The Last Ship créée par Hank Steinberg et Steven Kane sur TNT, où il joue le rôle du lieutenant Carlton Burk, le chef de l'équipe VBSS de l'USS Nathan James au coté d'Eric Dane et Adam Baldwin en tant que personnage récurrent lors de la saison 1 puis principal dès la saison 2,. Le 8 septembre 2016, la série est renouvelée pour une cinquième et dernière saison.
En 2016, il rejoint la distribution d'un épisode de la série I'm Dying Up Here, une comédie à l'humour noir produite par Jim Carrey.
Depuis 2018, il est à l'affiche de la nouvelle série médicale, New Amsterdam créée par David Schulner et basée sur le livre Twelve Patients d'Eric Manheimer, diffusée depuis le 25 septembre 2018 sur le réseau NBC. Il interprète le Dr Floyd Reynolds, chef du service cardio-vasculaire de l'un des plus vieux hôpitaux des États-Unis aux côtés de Ryan Eggold, Janet Montgomery, Freema Agyeman, Tyler Labine et Anupam Kher.

## Filmographie

### Cinéma
- 2005 : Jarhead : La Fin de l'innocence de Sam Mendes : Julius
- 2006 : Dreamgirls de Bill Condon : Elvis Kelly
- 2008 : Something Is Killing Tate de Leon Lozano : Tate
- 2014 : La Planète des singes : L'Affrontement de Matt Reeves : Werner
- 2015 : Layla in the sky de Micah Magee : Mr. Brandenburg
- 2018 : Beyond White Space de Ken Locsmandi : Harpo

### Télévision
- 2007 : Private Practice : Adam (saison 1, épisode 9)
- 2008-2009 : Crash : Anthony Adams (rôle principal - 26 épisodes)
- 2009 : Retour à Lincoln Heights : Ethan Wilkes (saison 4, épisode 3)
- 2009 : Grey's Anatomy : Randy Helsby (saison 6, épisode 4)
- 2010 : Bones : Lloyd Robertson (saison 5, épisode 14)
- 2010 : Esprits criminels : Tony Torrell (saison 6, épisode 6)
- 2010 : Burn Notice : Billy Taylor (saison 4, épisode 15)
- 2011 : Detroit 1-8-7 : Gimel Hooper (saison 1, épisode 14)
- 2012 : NCIS : Enquêtes spéciales : Michael Thomas (saison 9, épisode 19)
- 2012 : Franklin and Bash : R.J. Carlton (saison 2, épisodes 5 et 10)
- 2012 : Covert Affairs : Pete Downey (saison 3, épisode 15)
- 2013 : Dr Emily Owens : Sean (saison 1, épisode 11)
- 2013 : Castle : Matt Hendricks (saison 6, épisodes 1 et 2)
- 2014 : Masters of Sex : Robert Franklin (7 épisodes)
- 2014-2018 : The Last Ship : Lt. Carlton Burk (rôle principal - 56 épisodes)
- 2016 : MacGyver : Jimmy Green (saison 1, épisode 2)
- 2017 : I'm Dying Up Here : Melvin (saison 1, épisode 5)
- 2017 : The Climb : Chris Robinson (Téléfilm)
- 2018 : The Resident : Ben Wilmot (saison 1, épisodes 6 et 7)
- 2018-2023 : New Amsterdam : Dr Floyd Reynolds (rôle principal)
- 2024 : High Potential : Ronnie Oliver (saison 1, épisode 12)